# Zdravko Čolić
Zdravko Čolić, talvolta noto come Čola (Sarajevo, 30 maggio 1951), è un cantante bosniaco.
Ha rappresentato la Jugoslavia all'Eurovision Song Contest 1973.